# Gleneonupserha vitticollis
Gleneonupserha vitticollis là một loài bọ cánh cứng trong họ Cerambycidae.